# Krenak
Krenak (Crenaque, Crenaques, Convúgn, Txonvúng, Chonvugn), jedno od plemena Botocudo Indijanaca s rijeke Rio Doce u brazilskim državama Minas Gerais i São Paulo. Danas žive na rezervatima u državi Minas Gerais: AI Fazenda Guarani (općina Carmésia) i AI Krenak. Plemenu je 1997. vračen dio njihove zemlje ali ne i značajno područje poznato kao Sete Salões. Godine 2005. ponovno protestiraju blokiravši prugu Vitoria-Minas i Minas Geraisu, zahtijevajući puno priznanje svog teritorija i naknadu za štete koju je nastala izgradnjom brane Aimorés. Ima ih nekoliko stotina. Govore jezikom koji je član porodice aymore.